# 哈拉烏拉赫河
哈拉烏拉赫河是俄羅斯的河流，由薩哈共和國負責管轄，河道全長185公里，流域面積約5,350平方公里，河水主要來自融雪和雨水，最終注入拉普捷夫海。